# 家族への手紙
「家族への手紙」（かぞくへのてがみ）は、THE ポッシボーの9枚目のシングル。2008年4月30日にTN-mixから発売された。

## 解説
- メジャーデビュー・シングル。
- 本作以降、2010年リリースの「私の魅力/LOVE2パラダイス」まで、TNXのTN-mixレーベルからリリースされた。
- 初回生産限定盤と通常盤の2形態でリリースされ、初回生産限定盤には「家族への手紙」のミュージック・ビデオなどを収録したDVDが同梱されている。

## 収録曲

### 全盤共通
1. 家族への手紙
作詞・作曲：つんく、編曲：高橋諭一、田中直
2. NANANA女道
作詞・作曲：つんく、編曲：レニー・ビスケッツ
3. 家族への手紙（Instrumental）
4. NANANA女道（Instrumental）

#### 初回生産限定盤付属DVD
1. 家族への手紙（MUSIC CLIP）
2. メイキング映像
3. 家族への手紙（おまけ/歌詞あり）

## タイアップ
- 日本テレビ系列「音楽戦士 MUSIC FIGHTER」4月パワープレイ
- 日本テレビ「アナ☆パラ」4月エンディングテーマ
- 日本テレビ「汐留スタイル!」4月エンディングテーマ
- ラジオ関西「ラジオ関西ジャイアンツナイター2008」4/15～ テーマソング